# Krouna
Krouna település Csehországban, a Chrudimi járásban. Krouna Vojtěchov, Proseč, Dědová, Otradov, Skuteč, Pokřikov, Kameničky, Svratouch, Borová, Chlumětín, Pustá Kamenice és Kladno településekkel határos. Lakosainak száma 1425 fő (2024. január 1.).

## Népesség
A település lakosságának változását az alábbi diagram mutatja:
| Lakosok száma | 2990 | 3074 | 2964 | 2101 | 1577 | 1370 | 1403 | 1416 | 1425 | 1425 |
|               | 1869 | 1890 | 1921 | 1950 | 1980 | 2001 | 2017 | 2019 | 2022 | 2024 |